# Смерна (Джорджия)
Смерна (англ. Smyrna) — город в округе Кобб в штате Джорджия в Соединённых Штатах Америки.
Согласно данным переписи населения США 2020 года число жителей города составляло 55 663 человека.

## История
В доколумбову эпоху здесь жили коренные американцы из племени чероки.
Первопроходцы из Европы начали заселять этот район в 1832 году. К концу 1830-х годов религиозный лагерь под названием Smyrna Camp Ground стал популярным местом для путешествий и был хорошо известен по всей Джорджии. Это производная от греческого названия библейского города Смирна в Турции, родины христианского мученика Поликарпа.

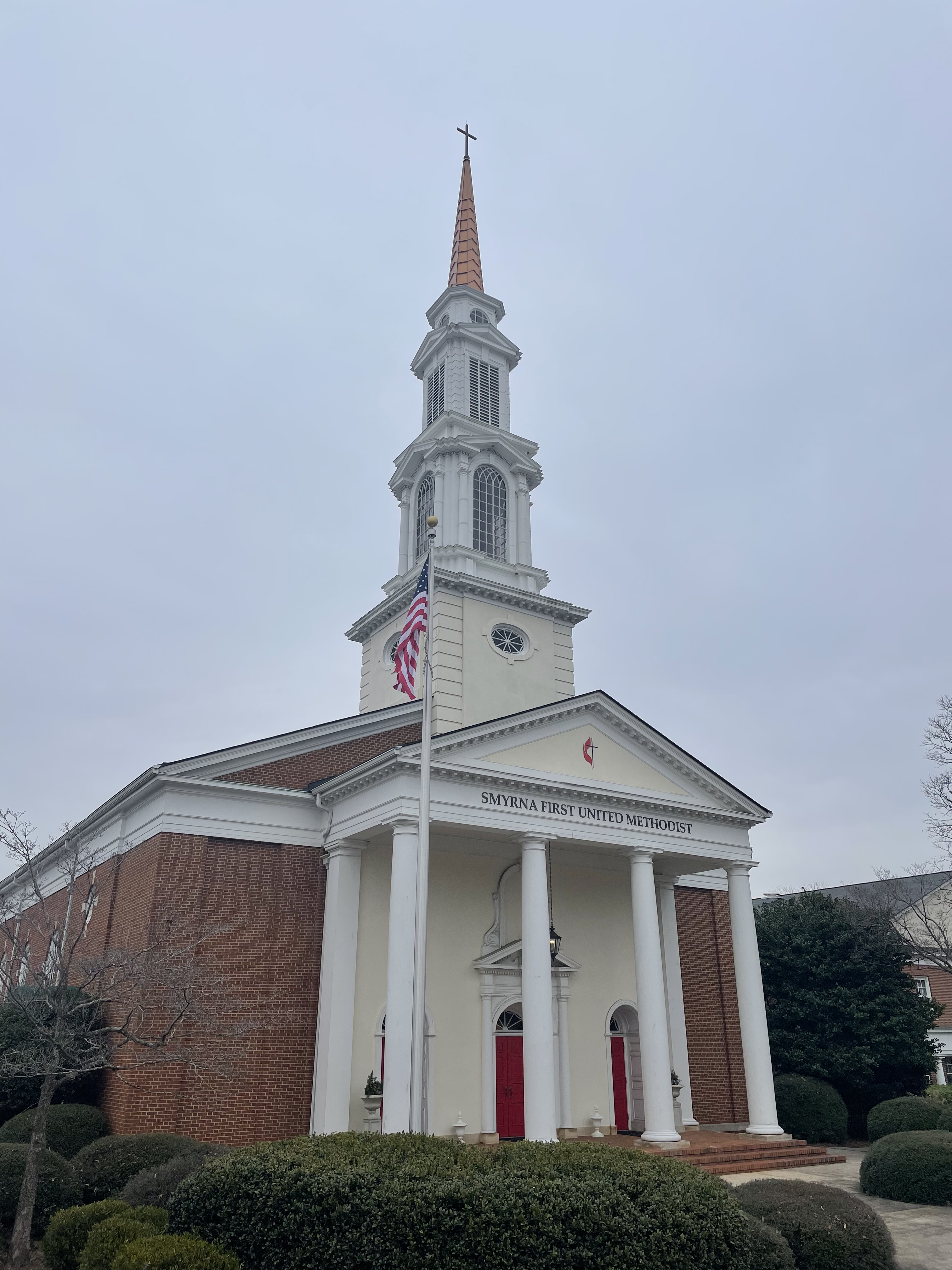
Первая объединённая методистская церковь Смерны

После завершения строительства Западной и Атлантической железной дороги в 1842 году район начал разрастаться. До 1872 года он был известен под несколькими названиями — станция Варнера, Нил Доу и станция Раффа. Своё нынешнее название город получил в 1872 году.
В этом районе произошли два сражения Гражданской войныв США: битва при лагере Смерны и битва при мельнице Раффа, оба 4 июля 1864 года. Некоторые предприятия, дома и крытый мост 1849 года (который был восстановлен и используется до сих пор) были сожжены в ходе боёв войсками генерала Шермана.
28 октября 1967 года здесь родилась будущая актриса мировой величины Джулия Робертс.
Расположенный поблизости Смерны завод Bell Bomber, производивший бомбардировщики Boeing B-29 Superfortress во время Второй мировой войны, был вновь открыт компанией Lockheed в 1951 году и стал катализатором роста населения. Это один из самых быстрорастущих городов штата и один из самых густонаселенных городов в столичном регионе; в первой четверти XXI века число жителей Смерны выросло примерно на треть. Ныне это во многом связано с тем, что люди работающие в Атланте предпочитают жить в более тихих и экологичных пригородах, где и цены на недвижимость более доступны.

## География

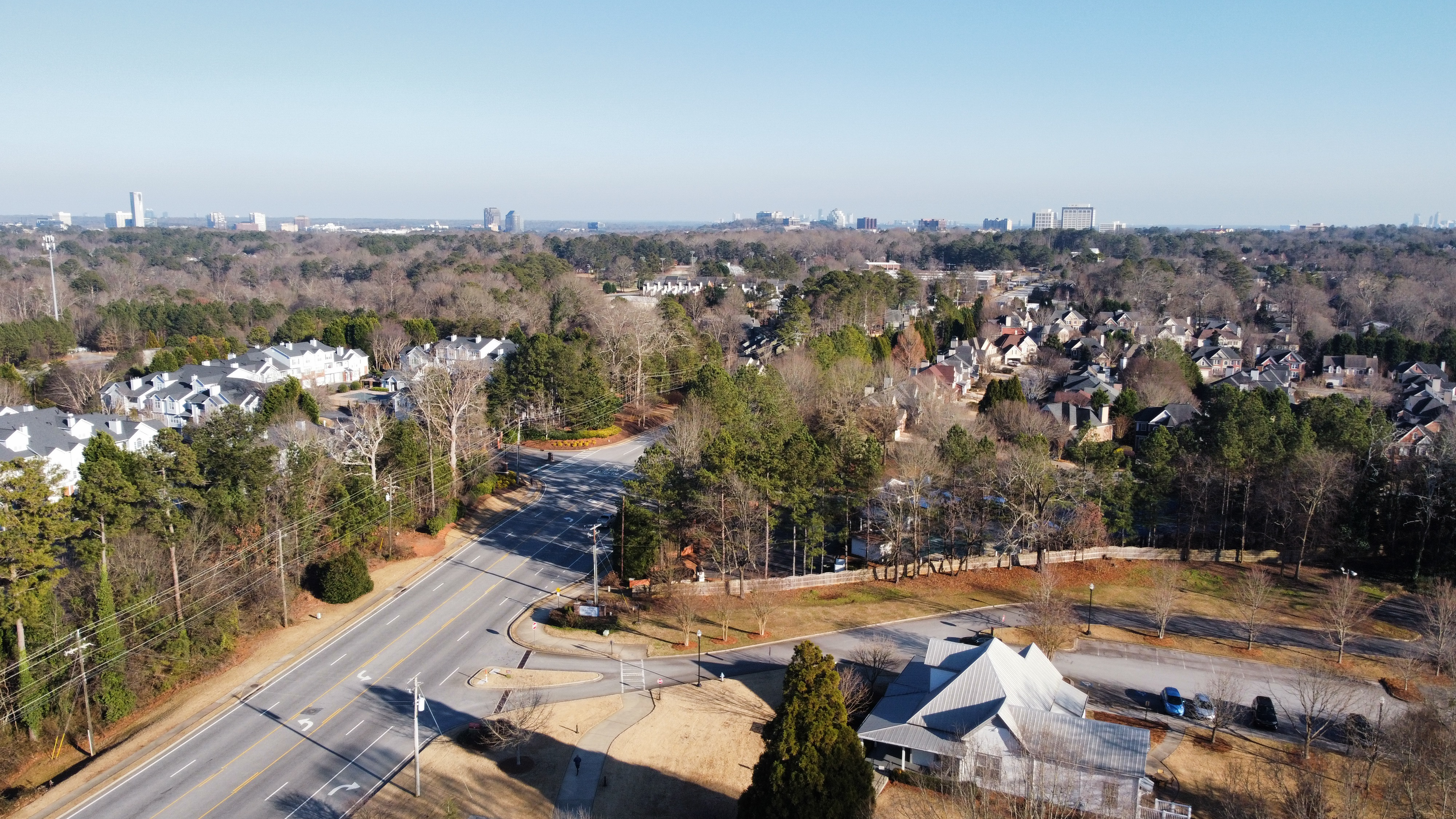
Смерна (вдали видна Атланта)

Город расположен к северо-западу от Атланты и находится во внутреннем кольце агломерации Атланты.
Общий рельеф местности характерен для региона Пидмонт, для которого характерны холмы с широкими хребтами, покатые возвышенности и относительно узкие долины.
По данным Бюро переписи населения США, общая площадь города составляет 15,4 квадратных миль (39,9 км2), из которых 15,4 квадратных миль (39,8 км2) приходится на сушу, а 0,04 квадратных мили (0,1 км2 или 0,23 %) — на водную поверхность.